# James Graham, 4:e hertig av Montrose
James Graham, 4:e hertig av Montrose, född den 16 juli 1799, död den 30 december 1874, var en brittisk politiker. Han var son till James Graham, 3:e hertig av Montrose och far till  Douglas Graham, 5:e hertig av Montrose.
Montrose var 1866–1868 generalpostdirektör i lord Derbys ministär och genomförde som sådan telegrafväsendets övertagande av postverket. Till sina åsikter var han en gammaldags tory.